# Nufăru
Nufăru è un comune della Romania di 2 440 abitanti, ubicato nel distretto di Tulcea, nella regione storica della Dobrugia. 
Il comune è formato dall'unione di 4 villaggi: Ilganii de Jos, Malcoci, Nufăru, Victoria.